# Xixuthrus nycticorax
Xixuthrus nycticorax är en skalbaggsart som beskrevs av Thomson 1877. Xixuthrus nycticorax ingår i släktet Xixuthrus och familjen långhorningar. Inga underarter finns listade i Catalogue of Life.